# Kristian Madsen
Kristian Madsen (født 27. juni 1975 i Næstved) er chefredaktør for A4 medier.
Tidligere var han Politikens korrespondent i USA og leder af avisens lederkollegium. Han har også været Informationschef i 3F 2008-2010 og konsulent i LO fra 2004-2008, samt forbundsformand for Danmarks Socialdemokratiske Ungdom (DSU) 2000-2004.   Kristian Madsen er uddannet cand.scient.pol. fra Københavns Uninersitet i 2006. 
Som konsulent for Spillerforeningen under en faglig konflikt mellem de danske fodboldspillere og deres arbejdsgivere i 2004 og taleskriver for den på daværende tidspunkt socialdemokratiske formandskandidat Helle Thorning-Schmidt.
Som taleskriver stod han bag Thorning-Schmidts berømte ord "Jeg kan slå Anders Fogh".
I februar 2021 tiltrådte han stillingen som chefredaktør og adm.direktør for A4 medier.[kilde mangler]